# Liga de voleibol de Alemania
La Liga de voleibol de Alemania (1.Bundesliga Männer en alemán) es la máxima división del campeonato de voleibol masculino de Alemania organizada por la Federación Alemana de voleibol (DVV Deutsche Volleyball-Verband).

## Historia
Hasta el 1991 existían dos campeonatos distintos el de Alemania Oriental y el de Alemania Occidental; en la temporada 1991-92 se disputó el primer campeonato de voleibol de Alemania reunificada ganado por el Moerser SC. Al igual que en las otras divisiones de Europa, el campeón se decide en los playoff después de la temporada regular: el equipo más laureado es el VfB Friedrichshafen con 12 títulos, capaz de ganar 7 de forma seguida entre 2004-05 y 2010-11.

### Campeones por temporada
| Temporada | Campeón                                                          | Finalista                                                         | Tercero                                                          |
| --------- | ---------------------------------------------------------------- | ----------------------------------------------------------------- | ---------------------------------------------------------------- |
| 1991-92   | Archivo:600px Bisection vertical White HEX-FF0000.svg Moerser SC | Bayer Wuppertal                                                   | VfB Friedrichshafen                                              |
| 1992-93   | SSC Berlín                                                       | Bayer Wuppertal                                                   | VfB Friedrichshafen                                              |
| 1993-94   | Bayer Wuppertal                                                  | VfB Friedrichshafen                                               | Archivo:600px Bisection vertical White HEX-FF0000.svg Moerser SC |
| 1994-95   | ASV Dachau                                                       | Bayer Wuppertal                                                   | SSC Berlín                                                       |
| 1995-96   | ASV Dachau                                                       | Bayer Wuppertal                                                   | VfB Friedrichshafen                                              |
| 1996-97   | Bayer Wuppertal                                                  | VfB Friedrichshafen                                               | Archivo:600px Bisection vertical White HEX-FF0000.svg Moerser SC |
| 1997-98   | VfB Friedrichshafen                                              | Archivo:600px Bisection vertical White HEX-FF0000.svg SV Fellbach | Bayer Wuppertal                                                  |
| 1998-99   | VfB Friedrichshafen                                              | Bayer Wuppertal                                                   | SSC Berlín                                                       |
| 1999-00   | VfB Friedrichshafen                                              | SSC Berlín                                                        | Bayer Wuppertal                                                  |
| 2000-01   | VfB Friedrichshafen                                              | Bayer Wuppertal                                                   | SSC Berlín                                                       |
| 2001-02   | VfB Friedrichshafen                                              | SSC Berlín                                                        | TSV Unterhaching                                                 |
| 2002-03   | SSC Berlín                                                       | Bayer Wuppertal                                                   | VfB Friedrichshafen                                              |
| 2003-04   | SSC Berlín                                                       | VfB Friedrichshafen                                               | Dürener Turnverein                                               |
| 2004-05   | VfB Friedrichshafen                                              | Dürener Turnverein                                                | Archivo:600px Bisection vertical White HEX-FF0000.svg Moerser SC |
| 2005-06   | VfB Friedrichshafen                                              | Dürener Turnverein                                                | SSC Berlín                                                       |
| 2006-07   | VfB Friedrichshafen                                              | Dürener Turnverein                                                | SSC Berlín                                                       |
| 2007-08   | VfB Friedrichshafen                                              | SSC Berlín                                                        | TSV Unterhaching                                                 |
| 2008-09   | VfB Friedrichshafen]                                             | TSV Unterhaching                                                  |                                                                  |
| 2009-10   | VfB Friedrichshafen                                              | TSV Unterhaching                                                  |                                                                  |
| 2010-11   | VfB Friedrichshafen                                              | SSC Berlín                                                        |                                                                  |
| 2011-12   | SSC Berlín                                                       | TSV Unterhaching                                                  |                                                                  |
| 2012-13   | SSC Berlín                                                       | VfB Friedrichshafen                                               |                                                                  |
| 2013-14   | SSC Berlín                                                       | VfB Friedrichshafen                                               |                                                                  |
| 2014-15   | VfB Friedrichshafen                                              | SSC Berlín                                                        |                                                                  |
| 2015-16   | SSC Berlín                                                       | VfB Friedrichshafen                                               |                                                                  |
| 2016-17   | SSC Berlín                                                       | VfB Friedrichshafen                                               |                                                                  |

### Títulos por club
| Títulos | Club                                                             | Temporadas |
| ------- | ---------------------------------------------------------------- | --- |
| 13      | VfB Friedrichshafen                                              | 1997-98, 1998-99, 1999-00, 2000-01, 2001-02, 2004-05, 2005-06, 2006-07, 2007-08, 2008-09, 2009-10, 2010-11, 2014-15 |
| 8       | SSC Berlín                                                       | 1992-93, 2002-03, 2003-04, 2011-12, 2012-13, 2013-14, 2015-16, 2016-17                                              |
| 2       | Bayer Wuppertal                                                  | 1993-94, 1996-97 |
| 2       | ASV Dachau                                                       | 1994-95, 1995-96 |
| 1       | Archivo:600px Bisection vertical White HEX-FF0000.png Moerser SC | 1991-92 |